# Fanyanars
Fanyanars és una població que pertany al municipi d'Alcalà de lo Bispe, a la Plana d'Osca, província d'Osca (Aragó). Situat a la dreta del riu Guatizalema, la seva distància a Osca és de 15 km i s'hi accedeix per la carretera A-1217.
El dia 5 d'abril de 1097, el Rei Pere I d'Aragó va donar a la catedral d'Osca el castell i la vil·la de Fanyanars.

## Monuments
- Església parroquial dedicada a Sant Joan Baptista
- Ermita de Nostra Senyora de Bureta